# Johan Permansson
Johan Permansson (i riksdagen kallad Permansson i Erikslund), född 26 juli 1851 i Borgsjö församling, död 21 juni 1937 i Borgsjö församling, var en lantbrukare och handlande. 
Han var en politiker och ledamot av riksdagens första kammare 1914-1918.